# Jennie Ekbeck
Jennie Maria Ekbeck, född 6 juli 1979 i Blåvik, Bjästa, är en svensk affärsutvecklare inom bioteknik.
År 2015 utsågs hon till Årets innovationsängel av Veckans Affärer och Sveriges innovationsmyndighet Vinnova för sitt arbete med att skapa bättre förutsättningar för att ta forskning från akademin till näringslivet. Mellan 2012 och 2023 var hon VD för Umeå Biotech Incubator, som anses vara en av Europas bästa inkubatorer inom sitt område och hjälper forskare att kommersialisera sina innovationer inom life science.
Jennie Ekbeck utsågs till 2023 års hedersdoktor vid teknisk-naturvetenskapliga fakulteten på Umeå universitet för sitt arbete att skapa förutsättningar för att transformera forskning till innovation samt att öka samarbetet mellan industrin och utbildningarna inom akademin.

## Biografi
Jennie Ekbeck är född i Blåvik, Bjästa och flyttade till Umeå i samband med universitetsstudierna. Åren 1999–2004 studerade hon Biomedicin samt företagsekonomi och juridik vid Umeå universitet. Hon tog en master of science i biomedicin med målet att bli forskare, men insåg att hennes intressen mer låg åt affärer vilket ledde till att hon även tog en filosofie masterexamen i business economics.
Hon inledde sin karriär på life science-bolaget Essum och blev som 27-åring VD för bioteknikföretaget Probac där hon jobbade i totalt fem år. Mellan 2012 och 2023 var hon vd för Umeå Biotech Incubator. Hon har sagt i intervjuer att hon ville bygga den inkubator som hon själv önskade att hon fått stöd av. Under hennes år som vd för Umeå Biotech Incubator har Life science-industrin i Umeå vuxit. Mellan 2018 och 2021 har Life science-företagens omsättning i Umeå ökat från 200 miljoner kronor till 600 miljoner kronor, antalet anställda har under tidsperioden ökat med 17 procent årligen och företagen har attraherat över 800 miljoner kronor i finansiering.
Ekbeck har prisats för sitt ledarskap och år 2017 var hon en av fem nominerade till Umeåregionens bästa VD, som utses av Affärsliv24 (Västerbottens-Kuriren). Två gånger, 2014 och 2015, har hon funnits på Ledarnas lista över Framtidens kvinnliga ledare. År 2021 var hon en av finalisterna till priset Årets VD i Sverige. Hon var även projektledare för det regionala utvecklingsprojektet Life science motorn 2.0 som utsågs till Årets Regio Stars Västerbotten 2023, som bästa regionalfondsprojekt i kategorin ”En region med platsbaserad hållbar näringslivsutveckling”.
Under sina år som vd för Umeå Biotech Incubator arbetade hon aktivt för att öka samverkan inom Life science i Sverige, bland annat var hon styrgruppsordförande för InnoPharma (ökad samverkan mellan Drug development platform vid Scilifelab och det akademinära innovationsstödet), ordförande för Life science-inkubatorernas förening ALIS (Associated Life science Incubators Sweden) och ordförande i valberedningen till Swelife.
Jennie Ekbeck bor i Röbäck Umeå kommun med man och barn. Hon är dyslektiker och  ser det som en av sina största styrkor.

## Utmärkelser
- 2023: Hedersdoktor vid teknisk-naturvetenskapliga fakulteten på Umeå universitet
- 2021: Årets Röbäckare (utmärkelse från Röbäcks Hembygdsförening)
- 2015: Årets Innovationsängel (Vinnova och Veckans affärer)
- 2015: Med på Ledarnas lista över Framtidens kvinnliga ledare
- 2014: Med på Ledarnas lista över Framtidens kvinnliga ledare

## Nomineringar
- 2021: Årets VD i Sverige, kategori små företag
- 2017: Umeåregionens bästa VD